# Redoute de Pont-à-Buot
 (novembre 2023).
Si vous disposez d'ouvrages ou d'articles de référence ou si vous connaissez des sites web de qualité traitant du thème abordé ici, merci de compléter l'article en donnant les références utiles à sa vérifiabilité et en les liant à la section « Notes et références ».
La redoute de Pont-à-Buot était une redoute située dans le village de Pont-à-Buot, à Beaubassin, en Acadie.

## Présentation
La redoute se situait à 130 mètres de la rivière Mésagouèche, au bord du ruisseau à l'Ours, et faisait partie de la défense du fort Beauséjour, avec le blockhaus de la Butte à Roger et des postes de garde de Veskok et du Lac. Elle était apparemment en piteux état et Louis Franquet conseilla, en 1754, de la reconstruire et de détourner le ruisseau pour remplir les douves, ce qui ne fut pas fait. Une tranchée fut construite en 1755, mais le fort était devenu inutile pour cause de négligence. Il joua néanmoins un certain rôle durant la bataille de Fort Beauséjour, en juin de la même année.

## Source
- J.C. Webster, The Forts of Chignecto, Shédiac: chez l'auteur, 1930, p. 46-48.